# Stigonematales
Stigonematales (стигонематалес) је ред прокариотских модрозелених бактерија (алги). Према традиционалној класификацији припада класи Hormogoniophyceae, мада тренутно систематизација модрозелених бактерија није довршена, тако да су класе спорне. Врсте из овога реда се налазе на трихалном (кончастом) ступњу организације. Ћелије у кончастим телима међусобно комуницирају преко плазмодезми. Код ових организама јавља се гранање кончастог тела (и то право гранање; гране полазе под углом од 90 степени). Тело им је изграђено од једне или више нити. Између вегетативних ћелија налазе се хетероцисте. Расту у облику растреситих или јастучастих жбунова. Највећи број врсти овога рода налази се у породици Stigonemataceae.

## Подела
У овом реду се налазе следеће породице.
| Породице | Родови |
| -------- | ------ |
|          | •      |
|          | •      |
|          | •      |
|          | •      |
|          | •      |
|          | •      |